# Cymothoa marginata
Cymothoa marginata är en kräftdjursart som beskrevs av Pieter Bleeker 1857. Cymothoa marginata ingår i släktet Cymothoa och familjen Cymothoidae. Inga underarter finns listade i Catalogue of Life.